# فيديريكو ميلتشيوري
فيديريكو ميلتشيوري (بالإيطالية: Federico Melchiorri) (6 يناير 1987 في إيطاليا - ) هو لاعب كرة قدم إيطالي في مركز الهجوم. لعب مع نادي بادوفا ونادي بيسكارا ونادي سيينا ونادي كالياري وايه إس دي سامبينديتيس كالتشيو ‏ وUS Poggibonsi ‏ وGiulianova Calcio ‏ وايه سي ماكراتيسي وUS Tolentino ‏ وASD Riccione 1929 ‏.